# افت حرارتی
افت حرارتی (LOI) آزمایشی است که در شیمی تجزیه معدنی و علوم خاک به ویژه در تجزیه و تحلیل مواد معدنی و ترکیب شیمیایی خاک مورد استفاده قرار می‌گیرد. افت حرارتی، از گرمای شدید حاصل از احتراق نمونه ای از مواد در دمای مشخص تشکیل شده‌است که اجازه می‌دهد تا مواد فرّار از آن خارج شوند، تا این که جرم آن متوقف شود. این ممکن است در هوا یا در بعضی از محیط‌های واکنش پذیر یا بی اثر انجام شود. آزمون ساده به‌طور معمول از چند مرحله شامل می‌شود: ۱. قرار دادن چند گرم از ماده در یک بوته  چینی پیش سوخته و تعیین جرم آن، ۲. قرار دادن آن در یک کوره ی کنترل شدهٔ دمایی برای یک زمان مشخص، ۳. خنک کردن آن در یک محیط کنترل شده (به عنوان مثال، بدون آب، بدون CO 2) و ۴. تعیین مجدد جرم آن. این روند ممکن است تکرار شود تا نشان دهد که تغییر جرم کامل شده‌است. به این نوع آزمایش که در آن تغییرات جرم به‌طور مداوم با تغییر دما کنترل می‌شود، آزمایش ترموگراویتری می‌گویند.

## نظریه

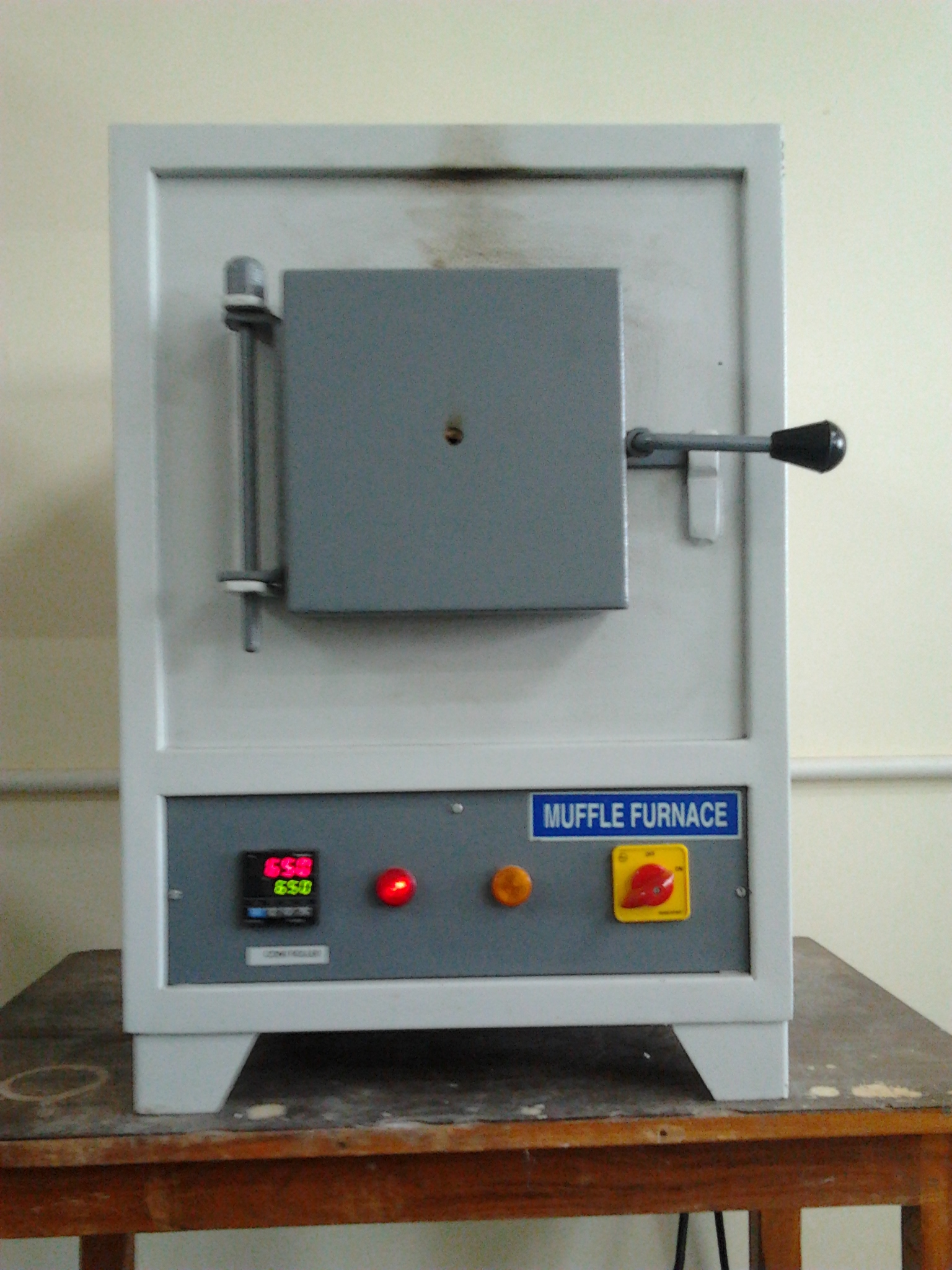
کوره کنترل دما

افت حرارتی(LOI) به عنوان بخشی از آنالیز عناصر یا اکسید مواد معدنی گزارش شده‌است. مواد فرار، معمولاً شامل «آب ترکیبی» (هیدراتها و ترکیبات حساس به هیدروکسی) و دی‌اکسید کربن از کربناتها خارج می‌شوند. این آزمایش ممکن است به عنوان یک تست کیفیت مورد استفاده قرار گیرد، که معمولاً برای مواد معدنی مانند سنگ آهن انجام می‌شود. مثلاً، افت حرارتی خاکستر بادی، از سوخت آلایندهٔ نسوخته تشکیل شده‌است.
در صنایع عملیات پردازش مانند آهک، بوکسیت کلسینه، نسوز یا تولید سیمان، افت حرارتی مواد اولیه تقریباً برابر با از دست رفتن جرم است که در یک کوره آن را تحمل می‌کند. به‌طور مشابه، برای مواد معدنی، افت حرارتی، ماده واقعی از دست رفته هنگام ذوب یا پالایش در کوره یا ذوب آهن را بیان می‌کند. آزمایش افت حرارتی، میزان عدم تکمیل پردازش محصول را نشان می‌دهد. آزمایش ASTM (ای اس تی ام بی الملل) برای سایر سنگ‌های آهک و سیمان تعریف می‌شود.

## روش
خاک از موجودات زنده، آب، کربنات‌ها، مواد کربن دار، مواد تجزیه شده و موارد دیگر تشکیل شده‌است. برای تعیین اینکه هر یک از این اجزا چقدر از کل توده خاک را تشکیل می‌دهد، روش LOI (افت حرارتی) اجرا می‌شود. در ابتدا محقق جرم نمونه را پیش از آزمایش LOI (افت حرارتی) می‌گیرد و سپس نمونه را در دستگاه گرمایش قرار می‌دهد. با توجه به اینکه محقق در صدد این است که درصد چه ماده ای را در خاک به دست بیاورد، می‌توان دمای دستگاه را بر روی دمای مربوط تنظیم کرد. نمونه خاک برای مدت طولانی در این درجه حرارت نگه داشته می‌شود، البته بعد از اینکه خارج شده و گذاشته شود تا خنک شود، و قبل از اینکه جرم نمونه دوباه اندازه‌گیری شود. مقدار جرم از دست رفته پس از آزمایش LOI (افت حرارتی) برابر با جرم همان ماده ای است که محقق در صدد تعیین آن می‌باشد. مجموعه ای از مواد مورد نیاز برای استفاده از آزمایش LOI(افت حرارتی) عبارتند از: تعادل جرم با دقت بالا، یک اجاق خشک کن، کوره با دمای کنترل شده، بوته چینی‌های پیش گرم شده و نمونه ای خاک از محل مورد نظر. به‌طور معمول، این روش برای تعیین سطح آب محتوی، میزان کربن، میزان مواد آلی و میزان ترکیبات فرار استفاده می‌شود. از آزمایش LOI (افت حرارتی) در صنعت سیمان نیز استفاده می‌شود به این صورت که کوره را در محدوده ۹۵۰ درجه سلسیوس کنترل می‌کنند، مهندسان احتراق از آزمایش LOI (افت حرارتی) در دماهای پایین‌تر از ۹۵۰ درجه سانتیگراد نیز استفاده می کننده. یک روش کامل برای آزمایش LOI(افت حرارتی) را می‌توان در زیر یافت، در نظر داشته باشید که ممکن است برخی از مراحل بسته به کاربرد در نظر گرفته شده از آزمایش LOI(افت حرارتی) تغییر کنند.
روشهای زیادی برای استفاده صحیح از آزمایش LOI(افت حرارتی) برای تحقیقات علمی وجود دارد. یک نمونهٔ خاک، یک شبه در اجاق خشک کن ۱۰۰ درجه سانتیگراد، تا صبح مقادیر آب موجود در آن به‌طور کامل تبخیر می‌شود. این امر به محققان اجازه می‌دهد تا با مقایسهٔ تغییر وزن نمونه، قبل و بعد از تبخیر، بتوانند میزان آب اولیه در نمونه خاک و تخلخل (پوکی) آن را مشخص کنند. به این وزن جدید نمونه، وزن خشک گفته می‌شود و به وزن قبلی آن وزن مرطوب گفته می‌شود. روش کلی انجام آزمایش LOI(افت حرارتی) در احتراق به شرح زیر است:
1. بوته چینی خالی که نمونه در آن قرار داده می‌شود را وزن کنید و آن را در یک دفترچه آزمایشگاهی یادداشت کنید.
2. نمونه را در بوته چینی خالی قرار دهید و مجدداً بوته چینی همراه با نمونه وزن کنید. وزن جدید را منهای وزن بوته چینی خالی کنید. جواب، وزن مرطوب نمونه است.
3. نمونه را در اجاق خشک کن یا در صورت نیاز در کوره انفجار قرار دهید.
4. اجاق یا کوره را روی دمای دلخواه تنظیم کنید. اگر محقق بخواهد وزن خشک خاک را پیدا کند، لازم است کوره ۱۰۰ درجه سانتیگراد باشد.
5. نمونه را برای مدت زمان دلخواه در کوره بگذارید. اگر محقق بخواهد وزن خشک نمونه را بداند، باید از کوره ای که در ۱۰۰ درجه سانتیگراد تنظیم شده‌است استفاده کند و معمولاً کوره را یک شب تا صبح رها می‌کند.
6. اجاق را باز کنید اما همزمان از آن دور شوید؛ زیرا هوای گرم خارج شده از کوره می‌تواند پوست لخت را بسوزاند.
7. بگذارید اجاق و نمونه قبل از خارج کردن نمونه از اجاق خنک شوند.
8. مجدداً بوته چینی را همراه نمونه وزن کنید. وزن بوته چینی خالی را از این وزن جدید کم کنید، این همان وزن خشک نمونه است.

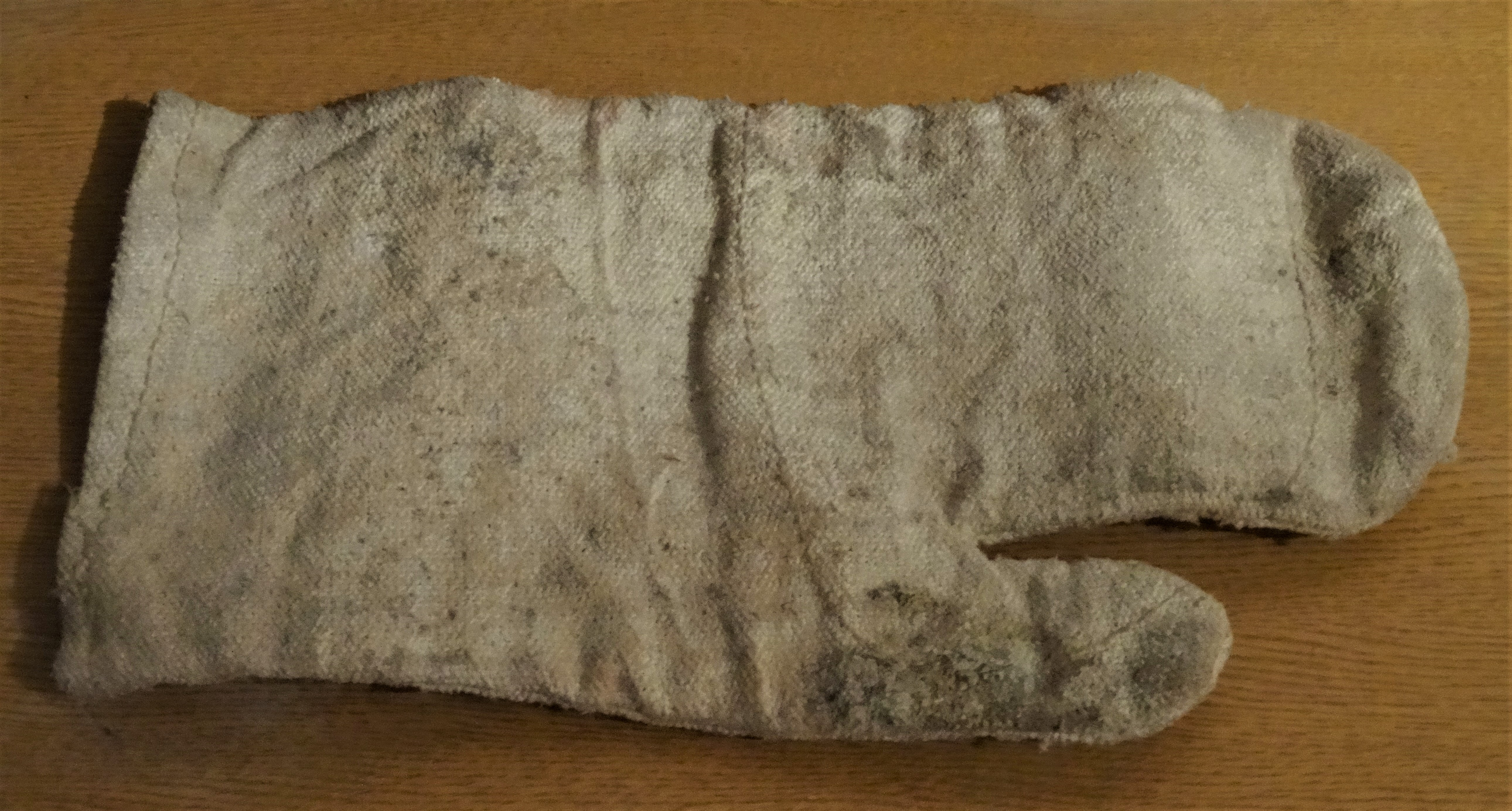
دستکش آزبست (پنبه ای نسوز)

## ایمنی
در بسیاری از آزمایشگاه‌های تحقیقاتی استفاده از دستکش آزبست (پنبه ای نسوز) هنگام کار کردن با کوره ضروری است زیرا می‌تواند به دمای بسیار بالایی برسد. همچنین استفاده از ماسک صورت در دماهای بالاتر نیز برای اطمینان از ایمنی محققان و اعضای جوان آزمایشگاه توصیه می‌شود. همچنین توصیه می‌شود محققانی که آزمایش LOI(افت حرارتی) را انجام می‌دهند، باید تمام ساعت و جواهرات خود را باز کنند زیرا آنها رساناهای گرمایی خوبی هستند. هنگام جداکردن نمونه‌ها در دماهای بالا، این لوازم جانبی به راحتی گرم می‌شوند و منجر به سوختگی، درون آنها می‌شود.

## کاربردهای دیگر
در صنعت سیمان از آزمایش LOI(افت حرارتی) با گرم کردن یک نمونه سیمانی تا ۹۰۰–۱۰۰۰ درجه سانتی گراد استفاده می‌شود و تا زمانی که جرم نمونه تثبیت شود گرم کردن ادامه می‌یابد. وقتی که جرم تثبیت شد، جرم از دست رفته توسط آزمایش LOI(افت حرارتی) تعیین می‌شود. از این آزمایش معمولاً برای تعیین مقادیر بالای آب در سیمان یا کربنات استفاده می‌شود زیرا اینها باعث کاهش کیفیت سیمان می‌شوند. تلفات زیاد غالباً به دلیل شرایط نامناسب ذخیره‌سازی سیمان یا دستکاری کیفیت سیمان توسط تأمین کنندگان به وجود می‌آید و این آزمایش، تضمین می‌کند که سیمان مورد استفاده در یک مکان، از ترکیب درستی برای تأمین پروتکل‌های ایمنی و درخواست‌های مشتریان برخوردار است.
در صنعت معدن، استفاده از LOI(افت حرارتی) در تعیین مواد فرار و رطوبت موجود در سنگ بسیار حیاتی است. از این رو هنگام انجام تجزیه و تحلیل یک سنگ کامل، برای تعیین میزان کل مواد فرار از روش LOI(افت حرارتی) استفاده می‌شود. به منظور از بین بردن همه مواد فرار و اکسیداسیون تمام آهن‌های موجود و تبدیل به اکسیدهای آهن، دمای LOI(افت حرارتی)، °۹۰۰ تا °۱۰۰۰ درجه سلسیوس تنظیم می‌شود.